# 锦鲤笔螺
锦鲤笔螺（学名：Mitra mitra）是新腹足目笔螺科笔螺属的一种。主要分布于马来西亚、印度尼西亚、中国大陆、台湾，常栖息在浅海砂底、潮下带。